# مرسيدس بنز سي 111
مرسيدس بنز سي111 (بالإنجليزية: Mercedes-Benz C111) كانت سلسلة من السيارات التجريبية التي تنتجها مرسيدس بنز في الستينات والسبعينات. كانت الشركة تجرِّب تقنيات المحركات الجديدة، والتي شملت محركات فانكل ومحركات الديزل والشاحن التوربيني، واستخدمت منصة سي111 الأساسية كقاعدة اختبار. وشملت الميزات الاختبارية الأخرى نظام التعليق الخلفي متعدد الوصلات وأبواب جناح النورس والتصميم الداخلي الفاخر الملقم بالجلد ونظام تكييف.
اكتملت النسخة الأولى من سيارة سي111 في عام 1969. واستخدمت السيارة لدائن مدعمة بألياف زجاجية (فايبرجلاس) مع محرك بثلاث توربينات حقن الوقود من نوع وانكل (رمز يدعى M950F). ظهرت سيارة سي111 التالية في عام 1970. واستخدمت محركًا رباعي الدوار ينتج 257 كيلو واط (350 حصان). قد تصل سرعة السيارة إلى 300 كم/ ساعة (186 ميل بالساعة).